# José María Usandizaga
José María Usandizada Soraluze (Sant Sebastià, el 31 de març de 1887 - el 5 d'octubre, de 1915) fou un compositor basc
Format a la Schola Cantorum de París. En la seua curta vida (28 anys) va demostrar un gran talent per al teatre musical, component una de les primeres òperes sobre text en euskera, Mendi Mendian (En plena muntanya), la sarsuela de gran èxit Las golondrinas, i diverses obres de cambra i orquestrals. El seu estil recull, junt a la influència de l'escola romàntica francesa, l'alè del verisme italià i el substrat ineludible dels cants populars. Junt a Jesús Guridi és considerat el pare de l'òpera nacional basca.

## Biografia
Nascut en el si d'una família d'amants de la música, va començar els estudis de piano amb sa mare Ana Soraluze. Als 9 anys comença els seus estudis musicals formals a la seua ciutat natal, amb Germán Cendoya i Beltrán Pagola. Als 14 anys es trasllada a París, on s'inscriu en la Schola Cantorum, en la que completarà els seus estudis de la mà de Vincent d'Indy en composició, i Grovlez en piano. En aquesta època ja patia de problemes de salut, a més d'una lesió en la mà esquerra que li impediria dedicar-se professionalment a la interpretació. María Lejárraga va deixar el següent retrat del compositor:
| « | José María era un xiquet. Quan el vam conéixer tenia vint-i-cinc anys, pero representava molta menys edat. Era menut, desmillorat, malaltís, coixejava lleument. Tuberculós des de la seua infantesa, només la sol·lícita cura maternal aconseguia anar conservant-li la vida. Era el seu esperit com el seu cos; havia viscut aïllat del món com dins d'un fanal fet d'estima i admiració perquè la família, a diferència de com acostuma a ser, s'havia adonat immediatament de la flama que cremava dins de la carn malalta. Sa mare, pianista distingida, havia estat la seua primera mestra i la seua descobridora. En una de tantes malalties de la seua infantesa, per tal de tenir-lo entretingut, li havia comprat un d'aquells pianets de joguina que es fan sonar colpejant les tecles de vidre amb una maceta de suro, i l'infant, en l'apassionada percussió, no feia soroll, sinó música. La mare va comprendre, i enduguent-se'l al piano, el va iniciar en els misteris del solfeig i en la tècnica de l'instrument, encara que els dits de l'infant gairebé no alcançaven a tocar-ne les tecles de marfil... | » |

La major part de les seues obres orquestrals i de cambra pertanyen a seua etapa parisenca: Suite en La Op. 14 (1904), Dans la mer, Op. 20 (1904), Obertura sinfónica sobre un tema de canto llano, Op. 26 (1905). D'entre elles destaca el Quartet de corda en Sol, Op. 31, en el qual utilitza alguns temes populars bascos.
Retorna a Sant Sebastià el gener de 1906 i de seguida escriu Irurak bat, Op. 35, rapsòdia sobre tres cants populars bascos (Irurak bat pot traduir-se com Tres en un), a banda d'altres obres de compromís sobre temàtica basca.
El 1909 la Societat Coral de Bilbao, encarrega tres òperes sobre tema basc a altres tres compositors: José María Usandizaga, Jesús Guridi, i Santos Intxausti. D'aquesta comanda sorgirà el primer treball líric del compositor: Mendi Mendian, que s'estrena el 21 de maig de l'any següent al Teatro de los Campos Elíseos de Bilbao, amb gran èxit, i un any després a Sant Sebastià.
El 1911 compon la fantasia-dansa per a piano Hassan y Melihah, en la que no utilitzarà temes populars.
A l'estiu de 1912 coneix a Sant Sebastià l'escriptora María Lejárraga (que signava amb el nom del seu espòs Gregorio Martínez Sierra), amb qui comença una sincera amistat. Des de Madrid, la dramaturga li tramet al compositor el seu drama Saltimbanquis (1905) amb l'oferta d'una col·laboració per a l'escena; a partir d'ell, la mateixa Lejárraga havia escrit, conjuntament amb Santiago Rusiñol, el drama Ocells de pas que, estrenat el 1908 en català i publicat un anys
 després, ja desenvolupa tota l'acció de la futura obra musical, amb els mateixos noms dels personatges. Usandizaga queda enamorat del tema i posarà totes les seues forces i il·lusions en convertir el text en una sarsuela. El nom triat: Las Golondrinas, partint del títol català del drama.

L'últim projecte d'Usandizaga, l'òpera La llama quedarà interromput a causa de la mort del compositor; serà son germà, Ramón Usandizaga, l'encarregat d'acabar-la. Fou enterrat al Cementerio de Polloe de Sant Sebastià.

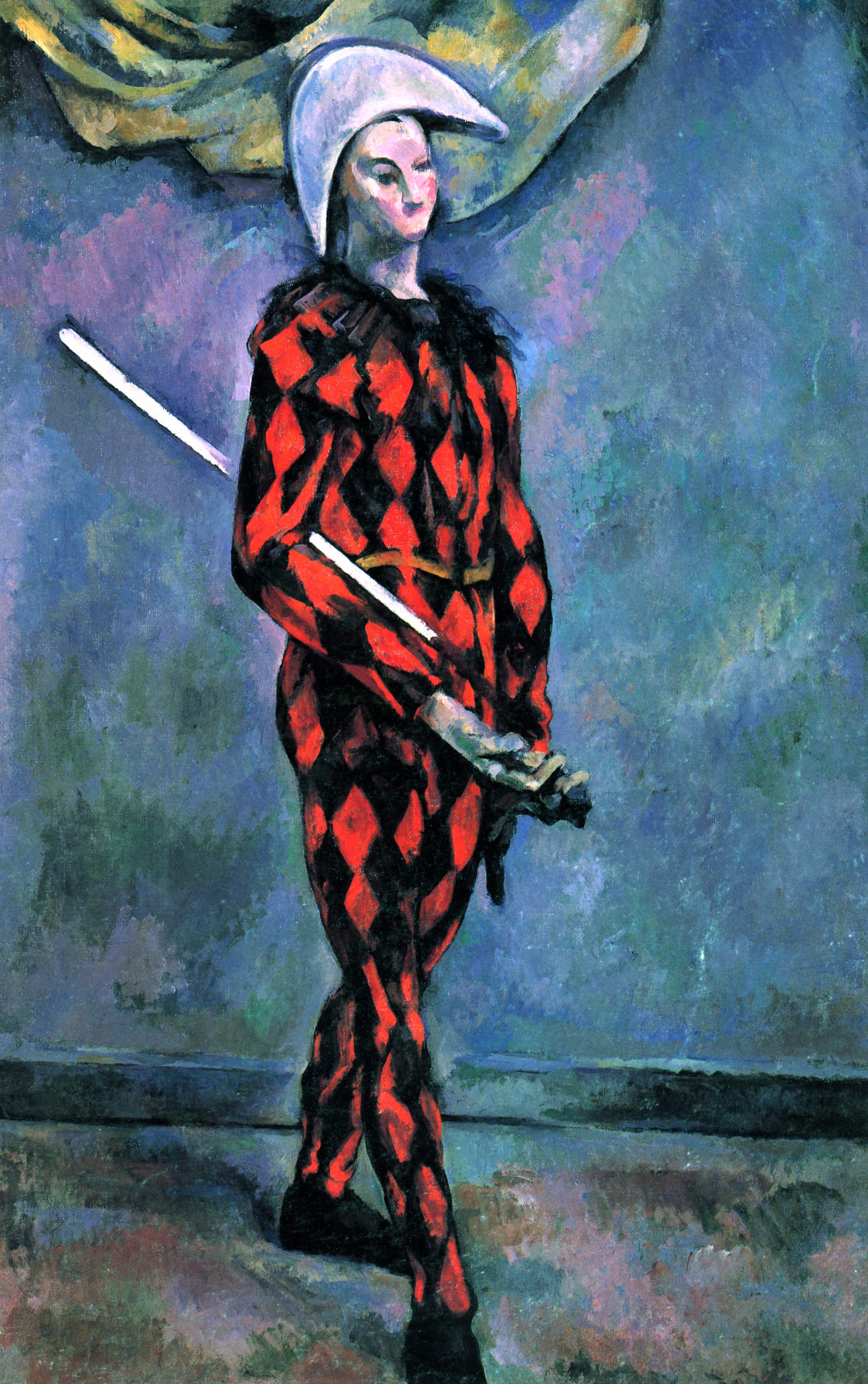
Las golondrinas es fa eco del recurrent argument teatral del pallasso que riu a escena, mentre plora a la vida real. Arlequí de Paul Cézanne

## Música
Segons l'opinió del musicòleg Enrique Franco, la música d'Usandizaga gaudeix de refinament harmònic, encara que el seu lirisme és d'escassa volada. Luis Astrana indica que "...va portar a l'harmonia els més audaços atreviments i a l'orquestració les més exquisides complicacions instrumentals". Ric en ritmes i expert en la trobada de contrastos, va pressentir la fredor i pobresa melòdica de l'escola a què pertanyia, i en les seues darreres composicions s'adverteix l'influx de César Franck. El compositor Pablo Sorozábal opinava sobre Usandizaga que va ser un vendaval que escombrava el fullam que cobria els bons camins de l'art líric marcats per Chapí.
Usandizaga va ser un músic vocacionalment bolcat al teatre. En ell es va dipositar l'esperança d'un gran compositor d'òpera basca, i després espanyola; esperança que va veure's truncada en morir tan jove.
La seua sarsuela Las golondrinas s'ha mantingut en el repertori, bé com a sarsuela (la seua versió original), o bé en la versió operística - una vegada musicades les parts parlades i fets alguns canvis - que va ser obra del germà del compositor Ramón Usandizaga. L'estrena de l'obra, al Teatro de Price de Madrid, el 5 de febrer de 1914, va constituir un èxit apoteòsic, en l'entumit panorama musical espanyol de l'època. El triomf del jove compositor va ser celebrat pels grans músics de l'època, com Manuel de Falla, Amadeu Vives o Gerónimo Giménez. La versió com a òpera es va estrenar al Gran Teatre del Liceu de Barcelona el 14 de desembre de 1929. Destaquen en aquesta obra la romances del baríton Caminar, caminar... Se reía i la Pantomima, que com a fragment orquestral (substituint la part del baríton per un violoncel), s'ha difós en les sales de concert.

## Obres destacades

### Obres per a orquestra
- Suite en La (1904)
- Dans la mer (1904)
- Obertura sinfónica sobre un tema de canto llano (1905)
- Irurak Bat (1906)
- Bidasoa (1906), per a banda
- Euskal festara (1906), marxa per a orquestra

### Obres de cambra
- Quartet en Sol (1905)
- Fantasia per a violoncel i piano (1908) (orquestrada amb posterioritat pel seu germà Ramón Usandizaga

### Obres per a piano
- Fantasia Hassan y Melihah

### Obres vocals
- Umezurtza (1912), per a soprano, tenor, cor mixt i orquestra

### Obres líriques
- Mendi Mendian (estrena: Bilbao,1910), òpera que estrenà el tenor basc Cristobal Altube (1898-1951).[2]
- Las Golondrinas, (estrena: Madrid, Teatro Price, 1914), sarsuela ampliada posteriorment a òpera, després de la mort del compositor
- La llama, inacabada (completada amb posterioritat pel seu germà Ramón Usandizaga i estrenada el 1918 al Teatre Victòria Eugènia de Sant Sebastià)